# 脱兎のごとく 岡倉天心
『脱兎のごとく 岡倉天心』（だっとのごとく おかくらてんしん）は、NHKのドラマスペシャルで放送されたテレビドラマである。

## 放送時間
1985年5月6日20:00 - 21:30（JST）

## 概要
原作は「岡倉天心・その内なる敵」（松本清張、新潮社、1984年、ISBN 4103204192 ）である。明治時代の美術界の巨匠、岡倉天心の半生を描いたドラマである。西洋主義へと流れ始める時代にあって、岡倉は日本独自の美術を守ろうとするが、周囲の政治的圧力、岡倉の上司である九鬼の妻・波津との関係などが足かせとなり、岡倉は日本美術界から徐々に遠のいていくのだが…。

## 出演者
- 山﨑努[2] - 岡倉天心
- 名取裕子 - 九鬼波津
- 樋口可南子 - 岡倉基子
- 佐藤慶 - 九鬼隆一
- 河原崎国太郎 (5代目) - 橋本雅邦
- 嵐圭史 - 菊池祥一
- 隆大介 - 黒田清輝
- 本田博太郎 - 下村觀山
- 岸田智史 - 菱田春草
- 岡本信人 - 早崎稉吉
- 春風亭小朝 - 横山大觀
- 内海桂子 - しげ
- 伊佐山ひろ子 - 時江
- 荒井注 - 高松
- 久米明 - 西園寺公望
- 南原宏治 - 田中光顕
- ウイリアム・ロス - アーネスト・フェノロサ
- 庄司永建 - 曽根
- 松井範雄 - 岡倉由三郎
- 武内文平
- 前沢迪雄
- 阿木五郎
- 津村隆
- 白川恵子
- 室井滋
- 生田智子 - 駒子
- 吉川まり江
- 下坂泰雄
- 本田清澄
- 関悦子
- 麻茶れい
- 安達義也
- 山崎満
- 伊藤正博
- 島英司
- ルック・メイヤー
- ジュディ・サッカイム
- ミランダ・ケンリック
- エレン・ラインゴールド
- ドミニク・デロージュ
- 若駒、鳳プロ、劇団いろは、劇団ひまわり、トラックワン

## スタッフ
- 脚本：筒井ともみ
- 衣装考証：小野清子
- お茶指導：西原暉子
- 黒田節振付：花柳糸之
- 音楽：ショパン「英雄」ほか
- 制作：中里毅
- 美術：富樫直人
- 効果：岩崎進
- 記録：松下筆子
- 技術：杉村忠彦
- 照明：中里要
- カメラ：上原康雄
- 音声：篠根正継
- 演出：和田勉